# Rudolf Hesso van Baden
Rudolf Hesso van Baden bijgenaamd de Jongere om hem te onderscheiden van zijn oom Rudolf III (circa 1295 - 17 augustus 1335) was van 1297 tot 1335 markgraaf van Baden-Baden. Hij behoorde tot het huis Baden.

## Levensloop
Rudolf Hesso was de zoon van markgraaf Hesso van Baden-Baden, die met zijn drie broers het markgraafschap Baden-Baden bestuurde, en diens derde gemalin Adelheid van Rieneck. Na de dood van zijn vader in 1297 werd Rudolf Hesso samen met zijn oom Rudolf III markgraaf van Baden-Baden. Nadat zijn oom Rudolf III in 1332 overleed, regeerde hij van 1332 tot 1335 alleen over Baden-Baden.
Hij huwde met Johanna van Bourgondië, dame van Héricourt en dochter van Reinoud van Bourgondië, de graaf van Montbéliard. Ze kregen twee dochters:
- Margaretha (overleden in 1367), huwde met markgraaf Frederik III van Baden-Baden
- Adelheid (overleden na 1399), huwde in 1345 met markgraaf Rudolf V van Baden-Pforzheim en daarna in 1386 met graaf Walram IV van Tierstein.

In 1335 overleed Rudolf Hesso. Omdat hij geen mannelijke nakomelingen had, ging het markgraafschap Baden-Baden naar zijn neef, markgraaf Rudolf IV van Baden-Pforzheim. 